# سیکلاسل
سیکلاسل (انگلیسی: Cyclacel) شرکت داروسازی آمریکایی است، که در سال ۱۹۹۶ تأسیس شد.